# Арвідас Юозайтіс
 Арвідас Юозайтіс  (нар. 18 квітня 1956, Вільнюс) — литовський письменник, філософ, політик і колишній плавець, який завоював бронзову медаль на 100 метрів у стилі «брас» на літніх Олімпійських іграх 1976 року. Один із засновників і лідерів руху «Саюдіс».

## Життєпис
1980 — закінчив Вільнюський університет.
1986 — отримав ступінь доктора філософії. Пізніше викладав філософію екзистенціалізму. Був старшим науковим співробітником Литовської академії наук.
Один із засновників і лідерів руху «Саюдіс», який очолював 1988—1990 роках процес виходу Литви із СССР.
2004—2009 — працював аташе по культурі Генерального консульства Литви у  Ке́ніґсберзі.
2009—2012 — мешкав у Ризі. На тепер — віце-президент Національного олімпійського комітету Литви.